# QJ Motor SRV 125
La QJ Motor SRV 125 est un modèle de moto légère (véhicule de catégorie L3e-A1), de type cruiser, du constructeur chinois Qianjiang Motorcycle, accessible aux détenteurs du permis A1 ou B avec la formation de sept heures.

## Description
Elle est commercialisée en France depuis mi-2023, d'abord par la société DIP, puis par la SIMA depuis début 2024, est conforme à la norme Euro 5 et est proposée en deux couleurs (réservoir noir ou jaune). Elle embarque un éclairage entièrement à LED, un freinage ABS à deux canaux, un moteur refroidi par liquide délivrant une puissance à la limite permise pour la catégorie des permis A1 (15cv), deux prises USB-A et USB-C, des jantes à bâtons, un écran LCD complet, une selle biplace avec assise basse. Elle se positionne aux côtés de la Zontes 125 C.

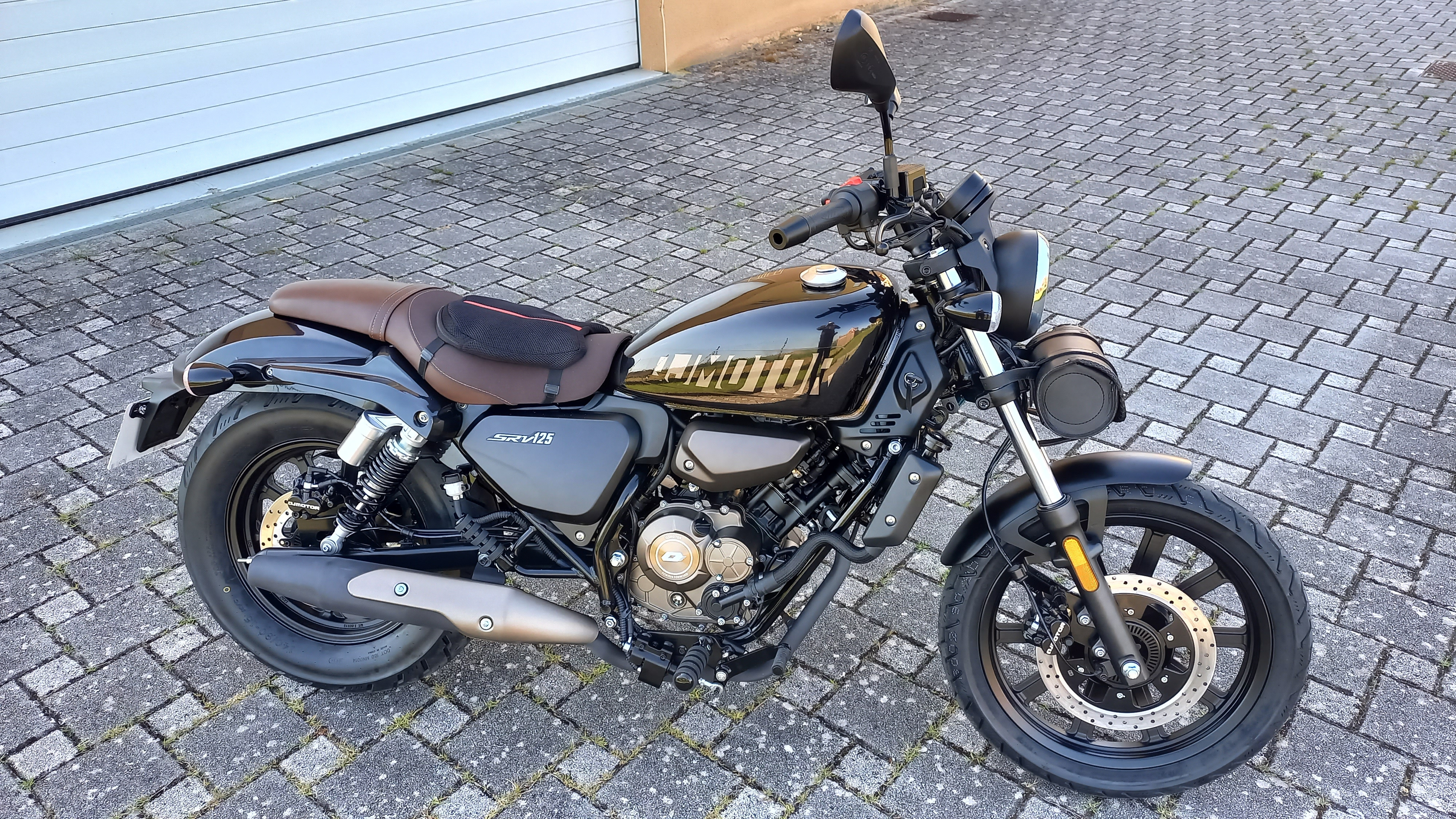
Modèle 2024, côté droit
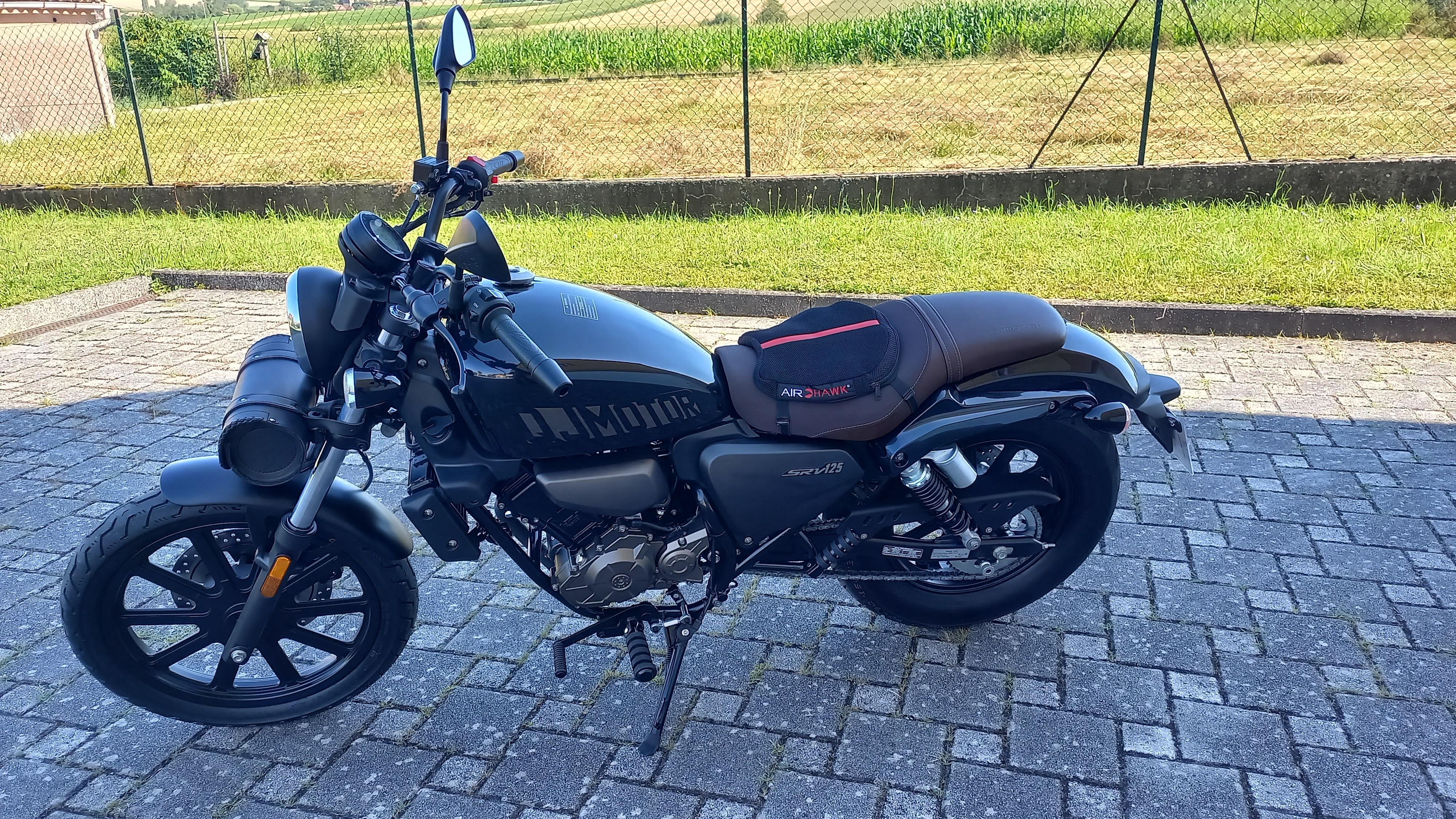
Modèle 2024, côté gauche

## Évolution
- En 2023, le réservoir du liquide de frein arrière a été relocalisé de l'avant du berceau vers l'arrière, à proximité des reposes-pieds arrière.
- Depuis début 2024, elle est montée de pneus Cordial comportant une nouvelle sculpture.
- Depuis mi-2024, elle est livrée[2] avec un écran TFT couleurs de 4 pouces de diamètre, une indication de pression et de température des pneus, des valves de gonflage coudées.
- Le modèle 2025 adopte de nouveaux coloris (rouge, gris et noir), un garde-boue avant noir brillant.